# Katsumi Suzuki
Katsumi Suzuki (jap. 鈴木 克美, Suzuki Katsumi; * 21. April 1969 in der Präfektur Yamagata) ist ein ehemaliger japanischer Fußballspieler.

## Karriere
Suzuki erlernte das Fußballspielen in der Schulmannschaft der Nihon University Yamagata High School. Seinen ersten Vertrag unterschrieb er 1988 bei den NEC Yamagata (heute: Montedio Yamagata). Ende 2004 beendete er seine Karriere als Fußballspieler.